# カルバニア物語
『カルバニア物語』（カルバニアものがたり）は、TONOによる日本の漫画作品。徳間書店の漫画雑誌『Chara』で連載中。

## 概要
1993年に徳間書店の『Noel』誌に、短編ファンタジーのシリーズの一編として掲載され、その後同じ世界観に基づいた作品が発表され徐々に連作としての形を取り始めていった。翌1994年、隔月刊漫画雑誌『Chara』の創刊に伴って同誌に移行し正式に『カルバニア物語』と銘打って連載が開始された。フェミニズムをテーマにし「非常に政治的に公正で、ユーモラスで、マイノリティへの配慮が行き届いている」こと、作家が同人誌出身であるという共通項から、しばしばよしながふみの『大奥』と比較されることもあるが、主にBL作品を掲載するマイナー雑誌で連載されていることや、刊行速度の遅さもあり、『大奥』ほどの知名度はない。
カルバニア王国の若い国王が亡くなり、急遽即位した十代の女王タニアと、父の跡を継いで初の女公爵になることを目指す男勝りな公爵令嬢エキュー・タンタロットをメインキャラに、二人が慣習や常識と奮闘しながら少しずつ女性の地位と権利を確立していく様を描く連作マンガ。一つ一つのエピソードは比較的短い。現在の時間軸の二人のストーリーに加え、幼少期や、カルバニア王国と周辺国の関係者が主役の話もあり、現在も『Chara』誌で連載中である。
王族と貴族が支配者の社会であるため、中世ヨーロッパ的な世界ととらえられがちだが、国際情勢は安定しており、戦争を匂わせる描写はない。各国の物・人・金の交流が急増する時代として描かれており、中世から商売と外交で勝負をする近世への過渡期のようなイメージで描かれている。
軽やかでコミカル、繊細なフェミニズム・ファンタジー作品で、女性だけでなく男性からの評価も高く、「それぞれに意見も価値観も違う複数の人物を公正に描こうとする寛容さが、この作品の最大の魅力」と評されている。また、主要キャラに若い女性が多く、作品世界に現代のような生理用品がまだ存在しないこともあり、生理に関するエピソードも多い。

## あらすじ
| 巻       | タイトル                                | 話 | 備考  |
| -------- | --------------------------------------- | -- | ----- |
| 1        | カルバニアン・クイーン                  | Ⅰ  |       |
| 1        | フランシーヌの場合                      | Ⅱ  |       |
| 1        | カエル色のダグラス                      | Ⅲ  |       |
| 1        | 女王陛下のやんごとなきストレス          | Ⅳ  |       |
| 1        | 永遠のエヴァ                            | Ⅴ  |       |
| 1        | バスクの野望                            | Ⅵ  |       |
| 1        | バスクの息子達【前編】                  | Ⅶ  |       |
| 1        | バスクの息子達【後編】                  | Ⅶ  |       |
| 1        | プリンセス トーキング                   |    | [ 1 ] |
| 2        | 女王陛下のやんごとなき不機嫌            | 08 |       |
| 2        | ルーベンの次男                          | 09 |       |
| 2        | 恋人達のゴンドラ                        | 10 |       |
| 2        | ダゴル長官の憂鬱                        | 11 |       |
| 2        | ペネローペの変身                        | 12 |       |
| 2        | タキオのまわり道                        | 13 |       |
| 2        | カラント・レッド                        | 14 |       |
| 3        | エキューⅠ                               | 15 |       |
| 3        | エキューⅡ                               | 15 |       |
| 3        | エキューⅢ                               | 15 |       |
| 3        | エキューⅣ                               | 15 |       |
| 3        | エキューⅤ                               | 15 |       |
| 3        | エキューⅥ                               | 15 |       |
| 4        | コンラッド王子会見記Ⅰ                   | 16 |       |
| 4        | コンラッド王子会見記Ⅱ                   | 16 |       |
| 4        | クロスチアの恋文                        | 17 |       |
| 4        | ライアンの短剣                          | 18 |       |
| 4        | カエル色の勘違い                        | 19 |       |
| 4        | エキューの裁判                          | 20 |       |
| 4        | うわさのふたり                          | 21 |       |
| 5        | 秘密の友人                              | 22 |       |
| 5        | 泣かないリアンダⅠ                       | 23 |       |
| 5        | 泣かないリアンダⅡ                       | 23 |       |
| 5        | 泣かないリアンダⅢ                       | 23 |       |
| 5        | プレ・エダムの少年                      | 24 |       |
| 5        | シルヴァーナのつま先Ⅰ                   | 25 |       |
| 5        | シルヴァーナのつま先Ⅱ                   | 25 |       |
| 6        | イサドラの転職                          | 26 |       |
| 6        | 無敵のシェリル                          | 27 |       |
| 6        | ココア・タワーの幽霊Ⅰ                   | 28 |       |
| 6        | ココア・タワーの幽霊Ⅱ                   | 28 |       |
| 6        | プリンセス・パーマー プリンス・パーマー | 29 |       |
| 6        | リパータンの花嫁                        | 30 |       |
| 6        | チェルキーキャンディーストア            | 31 |       |
| 7        | タニアⅠ                                 | 32 |       |
| 7        | タニアⅡ                                 | 32 |       |
| 7        | タニアⅢ                                 | 32 |       |
| 7        | トトの災難                              | 33 |       |
| 7        | 白い服のリンデルⅠ                       | 34 |       |
| 7        | 白い服のリンデルⅡ                       | 34 |       |
| 8        | エキューの誤算Ⅰ                         | 35 |       |
| 8        | エキューの誤算Ⅱ                         | 35 |       |
| 8        | ライアン先生の休講Ⅰ                     | 36 |       |
| 8        | ライアン先生の休講Ⅱ                     | 36 |       |
| 8        | コンラッドの混乱Ⅰ                       | 37 |       |
| 8        | コンラッドの混乱Ⅱ                       | 37 |       |
| 8        | コンラッドの混乱Ⅲ                       | 37 |       |
| 9        | 猟師と白鳥                              | 38 |       |
| 9        | 闇市の掟Ⅰ                               | 39 |       |
| 9        | 闇市の掟Ⅱ                               | 39 |       |
| 9        | パーマーの兄弟Ⅰ                         | 40 |       |
| 9        | パーマーの兄弟Ⅱ                         | 40 |       |
| 9        | パーマーの兄弟Ⅲ                         | 40 |       |
| 9        | コーディーの金髪                        | 41 |       |
| 10       | 公爵の日                                | 42 |       |
| 10       | エキューの春Ⅰ                           | 43 |       |
| 10       | エキューの春Ⅱ                           | 43 |       |
| 10       | エキューの春Ⅲ                           | 43 |       |
| 10       | エキューの春Ⅳ                           | 43 |       |
| 10       | エキューの春Ⅴ                           | 43 |       |
| 10       | エキューの春Ⅵ                           | 43 |       |
| 10       | エキューの春Ⅶ                           | 43 |       |
| 11       | 公爵家のドレス                          | 44 |       |
| 11       | ホルグの未亡人                          | 45 |       |
| 11       | 仮面の男                                | 46 |       |
| 11       | 結婚しないカフの事情                    | 47 |       |
| 11       | 公爵になる日                            | 48 | [ 8 ] |
| 11       | タキオとニコール                        | 49 |       |
| 11       | パスクの女たち                          | 50 |       |
| 12       | モンクレイの呪いⅠ                       | 51 |       |
| 12       | モンクレイの呪いⅡ                       | 51 |       |
| 12       | モンクレイの呪いⅢ                       | 51 |       |
| 12       | コラソンの花園                          | 52 |       |
| 12       | 蝶と花びら                              | 53 |       |
| 12       | 女王陛下の迷路Ⅰ                         | 54 |       |
| 12       | 女王陛下の迷路Ⅱ                         | 54 |       |
| 12       | 女王陛下の迷路Ⅲ                         | 54 |       |
| 13       | スルメの気持ち                          | 55 |       |
| 13       | ココア・タワーの女                      | 56 |       |
| 13       | アナベルの決心Ⅰ                         | 57 |       |
| 13       | アナベルの決心Ⅱ                         | 57 |       |
| 13       | アナベルの決心Ⅲ                         | 57 |       |
| 13       | 赤い対決                                | 58 |       |
| 13       | 女王陛下のライバル                      | 59 |       |
| 14       | カイルの秘密                            | 60 |       |
| 14       | クロスチアの友人Ⅰ                       | 61 |       |
| 14       | クロスチアの友人Ⅱ                       | 61 |       |
| 14       | クロスチアの友人Ⅲ                       | 61 |       |
| 14       | クロスチアの友人Ⅳ                       | 61 |       |
| 14       | クロスチアの友人Ⅴ                       | 61 |       |
| 14       | クロスチアの友人Ⅵ                       | 61 |       |
| 14       | ある日のバスク                          |    |       |
| 15       | カルバニアの宝石Ⅰ                       | 62 |       |
| 15       | カルバニアの宝石Ⅱ                       | 62 |       |
| 15       | カルバニアの宝石Ⅲ                       | 62 |       |
| 15       | カルバニアの宝石Ⅳ                       | 62 |       |
| 15       | エキューの帰還                          | 63 |       |
| 15       | 女王陛下の臨時休業Ⅰ                     | 64 |       |
| 15       | 女王陛下の臨時休業Ⅱ                     | 64 |       |
| 15       | 裸足の公爵令嬢                          | 65 |       |
| 16       | タニアのまわりの男と女                  | 66 |       |
| 16       | 結婚と再会のフーガⅠ                     | 67 |       |
| 16       | 結婚と再会のフーガⅡ                     | 67 |       |
| 16       | 結婚と再会のフーガⅢ                     | 67 |       |
| 16       | 結婚と再会のフーガⅣ                     | 67 |       |
| 16       | 結婚と再会のフーガⅤ                     | 67 |       |
| 16       | 結婚と再会のフーガⅥ                     | 67 |       |
| 16       | 三歳の妹                                | 68 |       |
| 17       | タニアとコルトン                        | 69 |       |
| 17       | 王子の失望                              | 70 |       |
| 17       | カフの昨今                              | 71 |       |
| 17       | タニアの混迷Ⅰ                           | 72 |       |
| 17       | タニアの混迷Ⅱ                           | 72 |       |
| 17       | タニアの混迷Ⅲ                           | 72 |       |
| 17       | 寵姫の秘密                              | 73 |       |
| 17       | 女の子あれこれ                          | 74 |       |
| 18       | エロトークの渦                          | 75 |       |
| 18       | ナジャルの混迷                          | 76 |       |
| 18       | ラチェット                              | 77 |       |
| 18       | ナジャルと女と女と女                    | 78 |       |
| 18       | ベイビー・サイクロン                    | 79 |       |
| 18       | ナジャルと女と女と赤子                  | 80 |       |
| 18       | 養母と実母                              | 81 |       |
| 19       | 橋とたくらみ                            | 82 |       |
| 19       | 赤ちゃん騒動                            | 83 |       |
| 19       | 虚偽と真相                              | 84 |       |
| 19       | 恋と命名式                              | 85 |       |
| 19       | 転機                                    | 86 |       |
| 19       | 前例と外遊                              | 87 |       |
| 19       | 妊娠とぶどう畑                          | 88 |       |
| 以下続刊 |                                         |    |       |

## 主な登場人物

### 主人公
エキュー・タンタロット
カルバニア王国に2つある公爵家の一方「タンタロット家」の息女。公爵令嬢にして跡継ぎ。女王タニアの乳姉妹で幼馴染。母がエキュー出産時に亡くなり、父が後添いを貰うのを拒否したため、長く一人っ子として育つ。
金髪碧眼で美貌の持ち主だが、幼少期から活発で喧嘩好きであり、自分らしさを貫く人物として描かれている。成長してからも、普段は男装し活発に駆け回っている。喧嘩と剣は強いが、弓の腕はひどい。動きにくいドレスが苦手だが、必要な時には着飾って社交を行う。クロスチアで教育を受け、公爵になることを強く望み努力してきた。保守的でエキューの爵位継承に反対していたタキオ・バスクからも、「公正で勇気があって努力家」と評される。
幽霊などのオカルトが大の苦手。胸が全くないのがコンプレックス。かわいい女の子が好きだが、同性愛者ではない。恋愛に興味がなかったが、急に恋愛熱が盛り上がり、子供時代に因縁のあったライアン・ニックス公爵と恋人同士になった。だが、結婚願望はまったくない。STORY48でタンタロット公爵家を継承し、王国初の女公爵となる。
タニア・カルバニア
カルバニア王国第21代国王にして初めての女王。即位時はまだ16歳であった。若い女君主として苦労しつつ、悩みながらも持ち前の明るく前向きな性格で乗り切っている。過酷だった幼少期から、家族への愛情が深いと同時に、それに溺れない大局的視点を持ち、誇り高く意志が強い人物として描かれている。母親の命を救う代わりに、自ら王室から追放した過去を持つ。
エキューとは乳姉妹かつ幼馴染みであり、女王となった現在でもプライベートでは気の置けない女友達として親しく付き合っている。両親を失い支え手がないことを心配され、公爵家のライアンと引き合わされ、父や兄のような存在として慕っている。
セピア色の髪に暗いみどりの瞳、Dカップ巨乳の持ち主で、美貌で知られた母に似ている。結婚に関しては非常に冷めており、女王の仕事の一つと割り切ろうとしていたが、ナジャルが原因で自分が心を許せる人間でないと駄目だと思い直した。ほとんどの人間に寛容でフレンドリーだが、エキューを慕う美女アナベルとは仲が悪い。

### カルバニア王国の人々

#### カルバニア王家関連
タニア・カルバニア
上記参照。
リカルド・カルバニア
タニアの父で先代のカルバニア王。カリスマ性があり国民からの人望も厚かったが、タニアが12歳の時に若くして病死する。プラティナと結婚する前に相愛の婚約者がいたが、病気で亡くしている。
プラティナ・カルバニア
リカルド王の正妃で、「世界一美しい」と言われていた。その美貌から13歳で王妃となり、14歳でタニアを出産する。夫のリカルドに恋していたが、娘のタニアは「母の片思い」と評している。若くして思いもよらず王妃になったこともあり人間的に未熟で、浪費が激しく、夫の愛情や男子の跡取りに恵まれない不安から、だんだんとオカルトに傾倒していき、周囲に苦々しく思われていた。リカルドの死の際にトラブルを起こして処刑されかかるが、タニアの手腕により他国に追放されることで極刑を逃れた。長らく消息不明だったが、クロスチアで「カルチェ・シュート」（後述の#クロスチアの人々参照）と名前を変え、一人の女性として生き直し再婚していた。
ナジャル・フラコス・カルバニア
初登場: 第54話Ⅰ～。
スプーナの息子。正妃ではなく愛人との間の子で、タニアとは同い年。幼い頃は利発で美形だったため、リカルド王の再来になるのではと期待されたが、8歳の時に落馬し、脚に怪我をして以来、中央からは離れて暮らしていた。10年ぶりに戻り、ライアンの後釜（教育係兼結婚相手候補）としてタニアの家庭教師となるが、タニアに不埒を働いたため、これは2回で終了する。複雑な家庭環境と不自由な脚が原因で性格はかなり捻くれているが、王族としては色々と有能。タニアと近しくなり、彼女に惹かれたことで徐々に考え方や性格が変わっていっている。人知れず脚の治療に耐えているが、努力していることを人に知られるのが嫌いなため公言していない。幽霊が出る古い離宮に住んでいる。
オシリス・シマロン・カルバニア
カルバニア国の皇太子。先王リカルドの弟でタニアの叔父に当たるが、妾腹の子。
スプーナ・フラコス・カルバニア
先王リカルドの二番目の弟でタニアの叔父に当たるが、オシリスとはまた別の妾腹の子。本人も正妻の他に妾が8人おり、子供は10人いる。ナジャルはそのうちの一人。いいかげんな遊び人で、リカルドへの劣等感から幼いタニアをいじめていたが、現在は一目置いている。
キセパ・フラコス・カルバニア
先王リカルドの妹でタニアの叔母。スプーナとは父と母が同じ実姉。
アナベル・サラザン・ホーリー
初登場: 第18話。再登場: 第30話、第57話Ⅰ～。
ライアンとは遠縁で、同じ赤毛の美女。貧乏貴族の娘だが血筋はいい。エキューに恋に似た憧れを持っており、ライアンとは犬猿の仲。幼い頃ねえやが男にだまされ自殺したことや母親の教えから男を信じていない。母親から貴族令嬢としての婚活テクニックを仕込まれており、玉の輿を目指していた。着飾ることが大好き。幽霊を怖がらないことやタニアに似た容姿がナジャルに気に入られ、アナベル自身もエキューの側にいたかったため側仕え（寵姫）となり、準王族扱いになった。だが、実際のところはナジャルには相手にされておらず、愛人ではない。

#### タンタロット公爵家関連
エキュー・タンタロット
#主人公を参照。
カイル・タンタロット
エキューの父。妻プリシラと娘エキューを深く愛しており、亡き妻が残した一人娘を軽んじる周囲に反発し、エキューを初の女公爵にしようとクロスチアに留学させ、後を継げるように活動していた。温厚な人柄で有能な国の重鎮である。エキューの公爵家継承により隠居。妻の死後は長く独身を通していたが、年下のナタリー・ホーンと再婚した。
プリシラ・タンタロット
故人。カイルの妻でエキューの母親。身体が弱く、結婚後20年子供ができなかった。カイルの反対を押してエキューを生み、出産の際に命を落とした。
ハニー・ハットン伯爵夫人
カイルの実姉。エキューの伯母であり、育ての母のような存在。破天荒なエキューに振り回される常識人で、エキューとはあまり気が合わない。他家に嫁いでいるため、タンタロット家の親戚からは部外者扱いされている。グラスという息子がいる。
ナタリー・ホーン
ホーン商会という豪商の娘でカイルを慕っていたが、7年前の大火で実家は消滅、天涯孤独の身となる。その火事でナタリー本人も顔を含む半身に大火傷を負い、カイルの支援で療養。その過程でカイルへの思いが通じ、カイルの妻になり双子の男女を授かる。火事の後遺症で脚が不自由なため、松葉杖が欠かせない。豪商の娘として贅沢を味わい尽くしており、お金や身分に興味がない。経済関係に長けている。
グリ、グラ
初登場: 第63話～。
カイルとナタリーの双子の子供。グリが男の子でグラが女の子。これはエキューが付けた呼び名で正式な名前はまだない。生後すぐは体が弱く、周囲を心配させた。
イサク
元々は下町の貧しい家の子供だったが、カイルの下町支援に感銘を受け、タンタロット家に仕えることに。現在はカイルの秘書をしており、カイルのことを心から敬愛している。
エヴァ・タンタロット
エキューの先祖で、タンタロット家に嫁いだ美しい踊り子。エキューの美貌はエヴァ譲りである。身分が低いため、エヴァの血が入っていない分家のバスクの方が血筋がいいと考える人もいる。美貌で玉の輿に乗ったため、生涯若さを維持するために様々な美容法を試し続け、窮屈な生活をし、死後成仏できず霊として屋敷に留まっていた。

#### ニックス公爵家関連
ライアン・ニックス公爵
カルバニア王国でタンタロット公爵家と並ぶ、ニックス公爵家の若き当主。華やかで人目を惹く美貌と豊かな赤毛の持ち主。娼婦との間に息子（早逝）がいたが、父親が隠していたため本人は知らなかった。
愛のない政略結婚の両親から愛情を感じることなく育ち、自身も過去に女性関係のトラブルに巻き込まれたことから、女嫌いで人嫌いであり、若いときは退廃的な少年愛者として知られていた。幼少のエキューに出会い、あるがままを貫く姿に衝撃を受けプロポーズした。その後、成長したエキューと無事両思いになり、恋人同士に。
エキューがクロスチアに留学していた時に、タニアの教育係（兼夫候補）として親しく過ごし、精神的にも支えになっていた。タニアに近づくコンラッド王子やナジャルを敵視しているが、これは恋愛感情ではなく、タニアとは父娘や兄妹のような関係でお互いを大切に思っている。ライアンはあくまでもエキューのことを好いており、結婚したいと考えている。そのためエキューの公爵就任にも、結婚が困難になるという理由から反対していた。

#### バスク領関連
タンタロット公爵家領。
タキオ・バスク
タンタロットの傍系で公爵領にあるバスクの領主。有能で血筋が良く、保守的な面がある。女性であるエキューの爵位継承についてもかつては良く思っておらず、子どもをタンタロット公爵にするために、愛する女性との結婚をあきらめ政略結婚していた。カラント・レッドという美しい高級染め物でバスクの振興を図ったが、当初は芳しくなく、エキューが協力して広告塔になったことで軌道に乗った。エキューとは反発しつつも評価しあっている。
フラン・バスク
タキオとリアンダの息子。バスクの嫡子。母リアンダが家臣の息子カフに幼いフランを託してタキオと離婚、カフによって動物たちと一緒に育てられた。一見不遇な育ちだが、本人に不満はなく明るくたくましい。アトスに跡を継がせたいタキオから、ニコール・ホルグとの縁談を強要されていたが、エキューの活躍でその件はなくなった。エキューのことが好き。
リアンダ・パルセット
フランの実の母。タキオと政略結婚しフランをもうけるが、バスク家中の少年カフに預けて別居、後に正式にタキオと離婚する。後年はハイゼン侯爵と連れ添うが、敢えて入籍せず愛人の立場を貫く。若くして病で亡くなり、フランを育てたカフに遺産を贈った。
アンヌ・バスク
タキオの後妻。かつては酒場の女給だったところをタキオと知り合い、愛人として息子アトスと娘キャシーアンを生む。のちに正式に結婚するが、身分が低いためバスクの女主人として苦労していた。
アトス・バスク
アンヌとタキオの息子でフランの異母兄。フランとは仲がいい。
キャシーアン・バスク
アンヌとタキオの娘でフランの異母妹。愛称は「キャス」。
カフ・スタン・ストーク
フランの育ての親で、動物を育てるのが得意。フランを不本意な縁談から守るために、タンタロット家に直訴したことがある。優しく有能であり、父共々バスク領の重鎮。童顔のハンサムであるため、隣に立つと老けて見えると女性に嫌がられ、結婚できていないが、幅広い世代にもてる。かわいい女の子が好きなエキューを、「マザコン」と評した。カラント・レッドの小物販売で成功し、小金持ちになる。
ジャンヌ
タキオやフランといったバスクの領主一族が住む館のメイド長で、代々タキオの家に仕える。バスクの女主人になったアンヌをよく思っていなかった。

#### ホルグ領関連
タンタロット公爵家領。
ニコール・ホルグ
初登場: 第38話Ⅰ。再登場: 第45話～第49話。
領主である夫のスチュアート亡き後、ホルグを統治している未亡人。才色兼備で有能。田舎のホルグをロマンチックな観光地として売り出すやり手だが、その方向転換についていけない領民もいる。亡き夫が「飲む・打つ・買う」であったため男はこりごりだと思っており、ケイトリンをエキューのような跡取りにしたいと思っている。娘と同年代のフラン・バスクとの間に縁談があったことから、タキオ・バスクと大喧嘩になった。
ケイトリン・ホルグ
ニコールの一人娘。ニコールはケイトリンをホルグの跡取りにと考えているが、ケイトリンは普通に結婚して嫁入りすることを夢見ている。

#### その他
ロプス・ダゴル
宮廷デザイナー。タニアやエキュー達のドレスを製作しており、この世界では「ロプス」は超高級ブランドらしい。エキューにとっては親しい友人でもある。大柄で恰幅の良い体格だが、見た目を裏切り酒と暴力に弱い。女性の部下を多く抱えるため、女性の気持ちや人間関係に詳しい。
フランシーヌ・チュニック
登場話: 第2話、第11話、第12話、第14話、第17話。
宮廷女官の一人で、女性の社会進出でドレスの需要が増えたことから、ロプスにスカウトされ助手になった。センスが良い。
ダグラス
登場話: 第3話、第5話、第10話、第17話、第19話、第33話。
近衛兵。華奢な美少年で女装が似合うが、弱いわけではなく、見た目からの自己暗示で実力が発揮できていなかった。エキューと親しく、タニアの命令でエキューへの罰として女装デートをしたことがある。
オルト・ルーベン
登場話: 第9話～第11話、第17話、第19話、第31話、第52話。
エキューの悪友で遊び人。女装したダグラスを美少女と思って本気で惚れていた。
イサドラ
登場話: 第26話、第33話。
ロプスの助手。以前はカッチャン伯爵家のメイドで、ロプスの名を騙り、伯爵令嬢にとんでもないドレスを作っていた。
プラプープ・カッチャン
登場話: 第26話、第31話、第34話。
裕福なカッチャン伯爵家の一人娘。ミーハーでブランド物が大好きだが、センスが悪い。見た目は少女に見えるが、実はエキューよりずっと年上。
ダゴル長官
ロプスの父親でタニアに仕える宮廷の重鎮。無骨な外見に似合わず、血が苦手で甘い物好き。
ハイゼン侯爵
ゴルゴン織りという高級織物の工場を領地にいくつか所有しており、カラント・レッドで売り出し中のバスクとはライバル関係。堅物で、男尊女卑的な考えが強く、エキューを苦々しく思っている。しかし、愛人であるリアンダとはお互いに愛し合っており、リアンダの実の息子であるフランの将来のことも気にかけている。
リンデル・ハイゼン
ハイゼン侯爵家末娘（四女）。父の愛人であるリアンダとは仲が良かった。女性の社会進出に肯定的で、父の保守的な考えに疑問を感じている。家のゴルゴン織りの事業に関わることを目指すが、センスが悪いため父からは拒否されている。

### パーマー王国の人々
コンラッド・パーマー
パーマー王国第一王子。次期国王として、また外交の要として英才教育を受けてきたため常に冷静沈着な人物だったが、宮廷婦人としては型破りなところのあるタニアに恋をしてしまう。恋愛の機微には疎いものの、外交官としての見聞から国際情勢の急激な変化を感じ取り、カルバニア女王であるタニアへの恋を、単なる一時の熱情としてではなく、社会的・立場的に成就し得るものとして熟考している。
トランス・パーマー
パーマー王国の現国王。
ミネルバ・パーマー
パーマー国王の妹でコンラッドの叔母、コンラッドの教育係でもあった。あだ名は「黒衣のミネルバ」。4度結婚し全て死に別れている。男性の美的感覚が独特で、4度とも世間一般でいうブ男と恋愛結婚した。聡明で美しく、外交に長けている。
ソルダム・パーマー
パーマー王国第二王子。兄と違い女性関係が派手で軽薄だったが、コンラッドのタニアへの誠実な思いを見て気持ちを改める。
フレイア・パーマー
パーマー国第三皇女。妹のカリンほど美しくなく、国の役に立てないことに劣等感を抱いていた。領地内にダイヤモンド鉱山がある辺境国へ輿入れし、その際コンラッドは父王に無断で相手を見定めに行った。
カリン・パーマー
パーマー国第四皇女。美少女で父王から可愛がられている。兄のコンラッドを敬愛している。年の近いフレイアとは仲の良い姉妹だった。
シルヴァーナ・クルタン
パーマー国の伯爵令嬢。タニアの美貌が自慢のカルバニア国民に対する牽制として、パーマー国王が記念式典に国使として遣わせた、パーマー国一の美女。国使に選ばれた理由を知って苦しむが、誇りをもって役目を果たしたことで受勲された。

### クロスチアの人々
ビス・シュート
初登場: 第51話Ⅰ。再登場: 第61話Ⅰ～。
エキューのクロスチア留学時代の友人で、宝石商の息子。暴力が苦手だが霊能力があるため、オカルトが苦手なエキューに頼りにされている。追放されたタニアの母プラティナが、たまたま隣の修道院に預けられたことから親しくなり、のちに義理の親子になる。特技は怪談。
コルトン・シュート
ビスの父で、庶民だが古くから続く宝石商。カルチェと名を変えたプラティナに求婚し、再婚。前妻との間に息子が三人、カルチェとの間に娘ティフェナがいる。
カルチェ・シュート
コルトンの妻で、元カルバニア王妃プラティナ。修道院での生活ののち、求婚されシュート家に入る。家族から愛と尊敬を得て、つましくも満ち足りた暮らしをしている。料理が得意。結婚して幸せ太りし、タニアとの再会のために猛烈にダイエットした。
ティフェナ・シュート
コルトンとカルチェの娘で、タニアの異父妹。3歳。周囲からは「テフ」と呼ばれ可愛がられている。容姿は金髪だが顔立ちはタニアにそっくり。
クラックル・シュート、リコ・シュート
ビスの双子の弟。亡くなったコルトンの前妻似で巻き毛の黒髪をしており、父方祖母似のビスとはあまり似ていない。

## 書誌情報
- TONO 『カルバニア物語』、 徳間書店〈キャラコミックス〉、既刊21巻（2024年4月25日現在）
  1. 1995年6月23日発売、ISBN 4-19-960002-7
  2. 1996年8月24日発売、ISBN 4-19-960027-2
  3. 1997年10月25日発売、ISBN 4-19-960052-3
  4. 1998年10月24日発売、ISBN 4-19-960083-3
  5. 2000年1月25日発売、ISBN 4-19-960118-X
  6. 2001年4月25日発売、ISBN 4-19-960155-4
  7. 2002年8月24日発売、ISBN 4-19-960196-1
  8. 2003年8月25日発売、ISBN 4-19-960229-1
  9. 2004年12月25日発売、ISBN 4-19-960270-4
  10. 2005年12月24日発売、ISBN 4-19-960305-0
  11. 2007年8月25日発売、ISBN 978-4-19-960353-2
  12. 2009年10月24日発売、ISBN 978-4-19-960419-5
  13. 2010年10月25日発売、ISBN 978-4-19-960456-0
  14. 2012年8月25日発売、ISBN 978-4-19-960523-9
  15. 2013年12月25日発売、ISBN 978-4-19-960574-1
  16. 2015年8月25日発売、ISBN 978-4-19-960643-4
  17. 2017年8月25日発売、ISBN 978-4-19-960727-1
  18. 2019年3月25日発売、ISBN 978-4-19-960786-8
  19. 2020年5月25日発売、ISBN 978-4-19-960831-5
  20. 2022年12月23日発売、ISBN 978-4-19-960927-5
  21. 2024年4月25日発売、ISBN 978-4-19-960989-3